# 西嶋栄治
西嶋 栄治（にしじま えいじ、1952年または1953年 - ）は、日本の地方公務員。滋賀県総務部長、滋賀県副知事、同県信用保証協会理事長などを歴任。

## 人物・経歴
1977年 (昭和52年) 京都大学卒業、滋賀県庁入庁。琵琶湖環境部長、総務部長、総合政策部長、病院事業庁長などを歴任。2013年 (平成25年) 7月  総務省出身の荒川敦帰任に伴い副知事就任。兼務となった滋賀食肉公社理事長としては食肉センターで副生物（内臓）処理を担当した県副生物協同組合が2019年 (令和元年) 9月から翌年2月にかけてコンプライアンスに抵触する不祥事を起こし、その対応に追われた。2021年3月 県総務部長・江島宏治を後任に副知事退任。同年6月 前任の羽泉博史に代わって滋賀県信用保証協会理事長。

## 栄典
2023年、春の叙勲で瑞宝中綬章を受章。